# Jules Barbey d'Aurevilly
Vous lisez un « bon article » labellisé en 2008.
Pour les articles homonymes, voir Barbey d'Aurevilly (homonymie) et Barbey (homonymie).
Jules Amédée Barbey d'Aurevilly, dit Jules Barbey d'Aurevilly ([ ʒyl baʀbe dɔʀeviji] ou [ ʒyl baʀbe dɔʀœviji]), est un écrivain français, né le 2 novembre 1808 à Saint-Sauveur-le-Vicomte (Manche) et mort le 23 avril 1889 à Paris des suites d'une hémorragie. Surnommé « le connétable des lettres » par Léon Bloy, il a contribué à animer la vie littéraire française de la seconde moitié du XIXe siècle. Il a été à la fois romancier, nouvelliste, essayiste, poète, critique littéraire, journaliste, dandy (attitude de vie qu'il théorise d'ailleurs, avant Baudelaire, à travers son essai Du dandysme et de George Brummell), et polémiste.
Un temps républicain et démocrate, Barbey finit, sous l’influence de Joseph de Maistre, par adhérer à un monarchisme intransigeant, méprisant les évolutions et les valeurs d’un siècle bourgeois. Il revient au catholicisme vers 1846 et se fait le défenseur acharné de l’ultramontanisme et de l’absolutisme. Ses choix idéologiques nourriront une œuvre littéraire, d’une grande originalité, imprégnée de sa foi catholique et marquée par la question du mal et du péché.
À côté de ses textes de polémiste, qui se caractérisent par une critique de la modernité, du positivisme ou des hypocrisies du parti catholique, on retient surtout, même s'ils ont eu une diffusion relativement limitée (à l'exception notable de Une histoire sans nom en 1882 qui fut un véritable succès), ses romans et nouvelles, mélangeant des éléments du romantisme tardif (frénétisme), du fantastique (ou du surnaturalisme), présentant un certain réalisme historique, annonçant le symbolisme et le décadentisme. Son œuvre dépeint les ravages de la passion charnelle (Une vieille maîtresse, 1851), filiale (Un prêtre marié, 1865), politique (Le Chevalier des Touches, 1864) ou mystique (L’Ensorcelée, 1855). En particulier son recueil de nouvelles Les Diaboliques, paru tardivement en 1874, dans lequel l’insolite et la transgression plongent le lecteur dans un univers ambigu, a valu à son auteur d’être accusé d’immoralisme. Même si son œuvre a été saluée par Baudelaire et si plusieurs écrivains ont loué son talent extravagant, notamment à la fin de sa vie, Hugo, Flaubert ou Zola, dont il a vivement critiqué les œuvres, ne l'appréciaient pas. Ses « héritiers » sont Léon Bloy, Joris-Karl Huysmans, Octave Mirbeau ou Paul Bourget et sa vision du catholicisme a exercé une profonde influence sur l’œuvre de Bernanos.

## Biographie

### Les racines normandes (1808-1816)

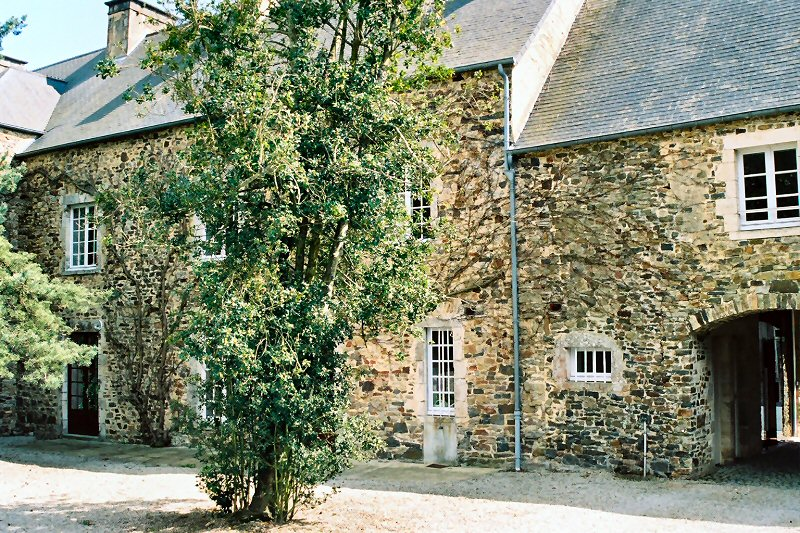
Maison familiale à Saint-Sauveur-le-Vicomte.

Né au sein d’une ancienne famille normande catholique, terrienne et contre-révolutionnaire le 2 novembre 1808,, le jour des Morts, à Saint-Sauveur-le-Vicomte, commune française située dans le département de la Manche en Normandie, Jules est l’aîné d'une fratrie de quatre enfants, qui compte aussi : Léon (né en 1809), Édouard (né en 1810), Ernest (né en 1811). Son père Théophile, appartient à la famille Barbey, dont la présence à Saint-Sauveur est attestée dès la fin du XIVe siècle et qui accède à la noblesse en 1756, lorsque Vincent Barbey, avocat au bailliage de Valognes, acquiert une charge. Sa mère Ernestine Ango, issue d’une famille de vieille et bonne bourgeoisie installée à Caen au XVIe siècle, est la fille du dernier bailli de Saint-Sauveur,.
L’enfance de Barbey se déroule entre Saint-Sauveur, Valognes et le bord de mer à Carteret, dans une atmosphère conservatrice, et ultra depuis le refus d'admission à l'armée de son fils : la Révolution française a durement touché les deux familles. Les Barbey vivent dans l’attente du retour à la monarchie, au milieu des souvenirs et des vieilles coutumes normandes. Jules grandit entre une mère peu aimante qui l'a trouvé laid dès sa naissance, explique-t-il  et un père austère. Il est attentif aux récits de coin du feu de sa vieille bonne Jeanne Roussel et de Louise Lucas-Lablaierie, sa grand-mère. Les exploits plus ou moins mythiques de son oncle, le chevalier de Montressel, qui se serait illustré lors des guerres de la chouannerie, impressionnent l’enfant. Barbey, enfant, entendit notamment le récit des aventures de Jacques Destouches, futur héros d’un de ses romans normands. Son père avait bien connu l’un des douze Chouans qui le firent délivrer.

### Les années de formation (1816-1830)

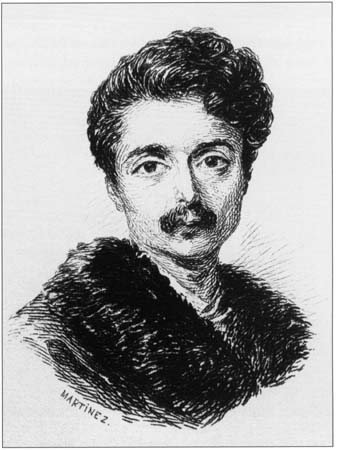
Barbey d’Aurevilly jeune homme, par Martinez, d’après une miniature de Finck.

En 1816, l’admission de Jules à l'école militaire est refusée, et ce malgré les démarches de son grand-oncle auprès du préfet de la Manche. Son père, mortifié, devient royaliste ; il espérait pousser Jules vers une grande carrière militaire (Lécureur 2008, p. 37). Il poursuit ses études au collège de Valognes. En 1818, il habite chez son oncle le docteur Pontas-Duméril, un esprit libéral qui encourage l’émancipation intellectuelle et morale de son neveu — dans Les Diaboliques, Barbey peindra son oncle sous les traits du docteur Torty. Cet ancien maire de Valognes attise son imagination lorsqu’il lui confie les détails intimes et croustillants des personnalités de la ville — le « dessous des cartes » de la haute société valognaise. Son cousin Édélestand du Méril, un poète et philosophe érudit, lui communique son admiration pour Walter Scott, Lord Byron, Robert Burns, ainsi que son goût pour l’histoire et la métaphysique.
En 1823, Barbey compose sa première œuvre, une élégie Aux héros des Thermopyles, dédiée à Casimir Delavigne, qu’il publie l’année d’après. Il compose dans la foulée un recueil de vers, qu’en 1825 il brûle de dépit faute d’avoir pu l’éditer. En 1827, il entre en classe de rhétorique au collège Stanislas à Paris. Il y rencontre Maurice de Guérin avec lequel il noue une amitié. Après son baccalauréat en 1829, il rentre à Saint-Sauveur avec des idées politiques et religieuses nouvelles, contraires à celles de sa famille. Il souhaite ardemment, contre la volonté de son père, entamer une carrière militaire mais il cède et accepte de faire son droit à l'université de Caen,. À la mort de son oncle Jean-François Barbey d’Aurevilly, il se refuse d'abord, par conviction républicaine, à relever le nom à particule.

### L’élan romantique de la jeunesse (1830-1836)

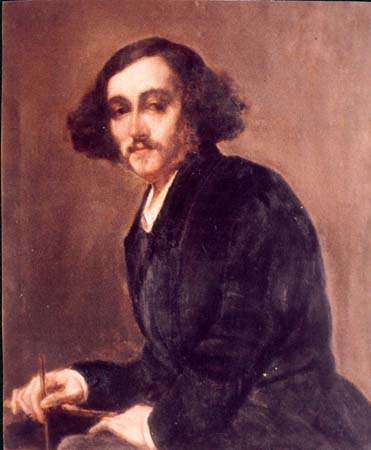
Portrait par William Haussoullier, vers 1845.

Vers 1830, Barbey rencontre Guillaume-Stanislas Trébutien, libraire à Caen et correspondant essentiel, et tombe amoureux de Louise du Méril, la femme de son cousin Alfred. Leur liaison est incertaine et c’est pour Barbey « l’époque de sa vie la plus malheureuse ». Il est alors très marqué par l’influence des romantiques. En 1831, il écrit sa première nouvelle Le Cachet d’Onyx (inédite jusqu’en 1919, et dont il réutilisera le dénouement dans Un dîner d’athées), puis Léa en 1832, publiée dans l’éphémère Revue de Caen qu’il a fondée avec Trébutien et Édélestand du Méril.
En juillet 1833, Barbey soutient sa thèse, Des causes qui suspendent le cours de la prescription, puis s’installe à Paris où il retrouve Maurice de Guérin. Il fonde en 1834 une Revue critique de la philosophie, des sciences et de la littérature avec Trébutien et du Méril, où il publie pendant quelques mois des articles de critique littéraire. Il retourne à Caen en décembre dans l’espoir de revoir Louise et écrit là-bas en une nuit La Bague d’Annibal, poème en prose d’inspiration byronienne, qui ne trouve acquéreur qu’en 1842. En 1835, il compose un autre poème en prose, Amaïdée (publié en 1889), où il tente d'exprimer la relation étroite qui le lie au poète génial mais torturé qu'est Maurice de Guérin, et un roman, Germaine ou La Pitié (qui deviendra Ce qui ne meurt pas en 1883). En 1836, il rédige les deux premiers Memoranda à l’intention de Guérin et rompt avec sa famille.

### Le dandy: Sardanapale d’Aurevilly (1836-1845)
De retour à Paris, Barbey vit sur l’héritage de son oncle et rêve d’une carrière politique en lisant nombre d’ouvrages historiques. Il collabore au Nouvelliste, un journal politique, rencontre Hugo. La mort de Maurice de Guérin en 1839 le laisse anéanti : afin de faire connaître son œuvre il demande à George Sand de publier le Centaure et se lie avec Eugénie de Guérin — la très dévote sœur de Maurice. Leurs efforts assureront la gloire de Maurice de Guérin. Les ambitions mondaines de Barbey l’amènent à composer un personnage de parfait dandy : il s’applique à « se froidir », se perfectionne dans l’art de la toilette, fréquente Roger de Beauvoir et le café Tortoni, cultive l’ironie, l’art de l’épigramme et le mystère. Il mène une vie désordonnée : il se jette dans les fêtes et les plaisirs, les soirées noyées dans l’alcool et enchaîne les passades. Il consomme du laudanum pour s’endormir et ses amis le surnomment « Roi des ribauds » ou encore « Sardanapale d’Aurevilly ».

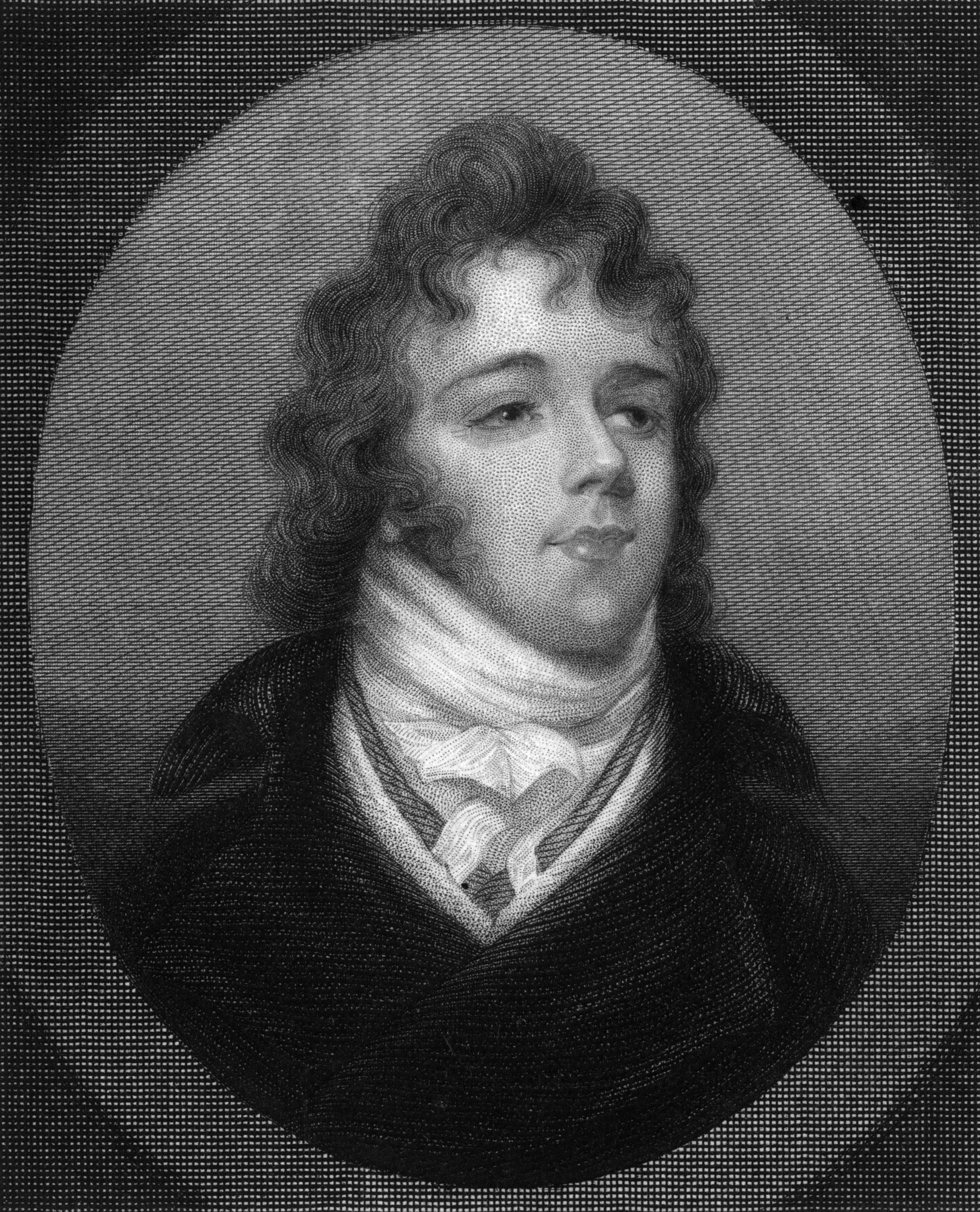
George Brummell.

Ses causeries spirituelles lui valent de nombreuses conquêtes et lui ouvrent les portes des salons — il fréquente avidement celui de la marquise Armance du Vallon, qu’il entreprend de séduire. Cette bataille l’occupe quotidiennement pendant quelques mois, sans succès : elle se révèle plus dandy que lui. Elle lui inspire une longue nouvelle, L’amour impossible, « tragédie de boudoir » publiée en 1841 et qui passe inaperçue. Il fréquente le salon à tendance catholique et légitimiste de la baronne Amaury de Maistre, nièce par alliance de Joseph de Maistre. En 1842 il collabore au Globe, un journal politique qui publie sa Bague d’Annibal remaniée. On le détache à Dieppe, faire campagne pour le baron Levavasseur, armateur à la fortune considérable, et qui possède des parts dans le journal. En 1843 il collabore au Moniteur de la Mode sous le pseudonyme de Maximilienne de Syrène et commence son étude sur George Brummell. Il entretient une liaison avec une mystérieuse Vellini, la future héroïne d'Une vieille maîtresse. Du dandysme et de George Brummell paraît en 1845, édité à une trentaine d’exemplaires. L’œuvre est un succès de salon. Il commence un autre ouvrage sur le dandysme, le Traité de la princesse, manuel de séduction sous forme d’aphorismes, inspiré du Prince de Machiavel. Il le reprendra souvent pour l’enrichir mais l’ensemble restera inachevé.

### Le retour à l’enfance et au catholicisme (1845-1851)
Après une tentative infructueuse pour collaborer à la Revue des deux Mondes, puis au Journal des Débats, Barbey passe les années 1845/46 à sa Vieille maîtresse. Il en compose la moitié avant de connaître une panne d’inspiration passagère. Fin 1846 il voyage dans le centre de la France en quête de fonds pour un projet de Société catholique. Il passe un mois dans le Forez, à Bourg-Argental, théâtre de la future Histoire sans nom, et réapparaît assagi à la fin de l’année : même s’il ne pratique pas encore, la lecture de Joseph de Maistre, sa rencontre avec Eugénie de Guérin, ses échanges avec son frère Léon Barbey d’Aurevilly, qui a embrassé la prêtrise, ont amorcé sa conversion. La lecture des Docteurs du jour devant la famille de Raymond Brucker, paru en 1844, et dans lequel l’auteur raconte son propre retour au catholicisme, a pu aussi jouer un rôle important. Le retour au catholicisme lui renouvelle l’inspiration : l’écrivain de 38 ans qui sent au même moment resurgir le passé lointain et les impressions de l’enfance reprend son roman dans de nouvelles dispositions. Il place la seconde partie non plus à Paris mais en Normandie, dans le Carteret de sa jeunesse.
La Revue du Monde catholique, journal ultramontain dont il est rédacteur en chef, l’occupe constamment en 1847. Il achève son roman à la fin de l’année, mais ne peut le publier : la Révolution de 1848 perturbe les délais de parution. Dans la confusion qui suit les journées de février, il tente de s’adapter à la nouvelle situation et va jusqu’à présider un club d’ouvriers durant quelques semaines. La revue cesse de paraître et Barbey, écœuré par le présent, se retire dans la solitude pour préparer des œuvres très différentes, mais toutes en rapport avec le passé. Il passe le reste de l’année et une partie de 1849 à lire et se documenter. Il révise Une vieille maîtresse, en même temps qu’il prépare un grand article sur Jacques II Stuart et Les prophètes du passé — essai de philosophie politique sur Joseph de Maistre, Louis de Bonald, François-René de Chateaubriand et Félicité de Lamennais (ainsi que, lors de la réédition de l'ouvrage en 1880, sur Antoine Blanc de Saint-Bonnet) — ces hommes supérieurs « qui cherchent les lois sociales là où elles sont », c’est-à-dire « dans l’étude de l’histoire et la contemplation des vérités éternelles ». Il conçoit dans sa retraite le plan d’une série de romans au titre d’ensemble Ouest — il veut être le « Walter Scott de la Normandie ». Ricochets de conversation : Le dessous de cartes d’une partie de whist, la première des Diaboliques, est publiée en 1850.

### Le critique littéraire et le romancier (1851-1874)

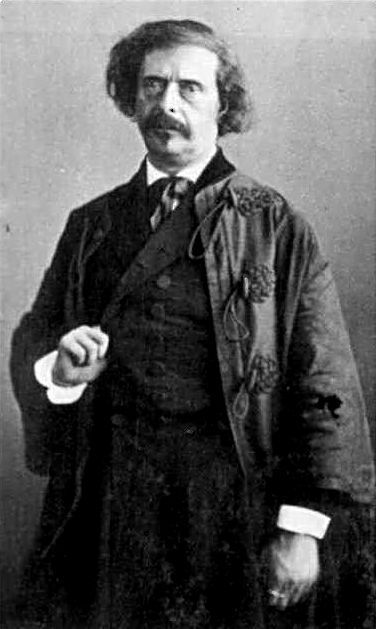
Portrait par Nadar.

En 1851 paraissent simultanément Une vieille maîtresse et Les Prophètes du passé — œuvres très contrastées qui étonnent la critique : on comprend mal que le même écrivain livre en même temps un pamphlet catholique et monarchiste et un roman de mœurs aux pages sensuelles et passionnées. La parution d’Une vieille maîtresse est l’occasion de soulever le problème du roman catholique, de la morale et de l’art. La même année Barbey rencontre chez Mme de Maistre Françoise Émilie Sommervogel, baronne de Bouglon, veuve du baron Rufin de Bouglon. Celle qu’il surnomme l'« Ange blanc » va dominer sa vie pour les dix années à venir. Elle trouve le talent de son fiancé trop féroce : il se modère pour Le Chevalier des Touches, roman historique sur un héros chouan, commencé l’année suivante. Il rentre au Pays, un journal bonapartiste, en 1852. Au départ il s’y occupe de critique littéraire en attendant de se voir confier une chronique politique. Il restera 10 ans à cet office. L'Ensorcelée, l’histoire du retour à son village d’un prêtre chouan défiguré par une tentative de suicide, est publiée cette même année en feuilleton puis en volume en 1854, mais passe inaperçue. Baudelaire toutefois considère ce roman comme un chef-d’œuvre. Les deux hommes se rencontrent à cette époque. Il publie aussi des Poésies. En 1855, Barbey se tourne vers la pratique religieuse. Il publie avec Trébutien les Reliquiae de son amie Eugénie de Guérin (décédée en 1848) et commence Un prêtre marié, roman frénétique mettant en scène un prêtre impie et sa fille. En 1856, à l’occasion d’un voyage en Normandie et de sa réconciliation avec ses parents, il écrit le troisième Memorandum. Il publie une critique audacieuse contre Les Contemplations de Victor Hugo, gloire intouchable.
Par ses articles, il contribue à faire découvrir Stendhal, Hector Berlioz qu'il admire et à réhabiliter Balzac. Il défend également Les Fleurs du mal de Baudelaire et consacre à Madame Bovary de Flaubert une critique favorable mais sévère. Il déclare son goût pour les romantiques et n’hésite pas à tailler en pièces le réalisme, le naturalisme et les parnassiens : Champfleury, Jules et Edmond de Goncourt, Banville, Leconte de Lisle, et plus tard Émile Zola figurent parmi ses cibles. En 1858, il fonde Le Réveil, un journal littéraire, catholique et gouvernemental. Les articles qu’il publie lui valent des inimitiés : Sainte-Beuve, Pontmartin, Veuillot. Il fait encore parler de lui avec Une vieille maîtresse : l’œuvre rééditée crée le scandale.
En 1860, il s’installe au 25 rue Rousselet à Paris, qui sera jusqu’à sa mort son « tournebride de sous-lieutenant », et publie le 1er volume des Œuvres et les hommes, vaste ensemble de recueils critiques où il entend juger la pensée, les actes et la littérature de son temps. En 1862, ses articles contre Les Misérables créent le scandale. Il quitte Le Pays à la suite d’un autre article contre Sainte-Beuve et part quelques mois travailler à ses romans chez Mme de Bouglon à la Bastide-d’Armagnac. En 1863, une chronique au Figaro qui ridiculise Buloz et la Revue des deux Mondes lui vaut un procès. Il persévère et s’en prend à l’Académie en publiant dans le Nain jaune les Quarante médaillons de l’Académie, pamphlet contre les membres de l’Institut. Le Chevalier des Touches paraît la même année, Un prêtre marié paraît l’année suivante. Le dernier Memorandum est composé en 1864, à l’occasion d’un voyage à Saint-Sauveur. En 1865, il quitte définitivement Le Pays et retourne au Nain jaune, devenu démocrate et anticlérical. Ses opinions sont diamétralement opposées à celles du journal, mais on le laisse libre de ses propos,. Il y publie les Ridicules du temps et des articles de critique dramatique. Cette collaboration dure quatre ans. En 1867, il rencontre Léon Bloy, qui devient rapidement son disciple. En 1869, il entre au Constitutionnel où il s’occupera jusqu'à sa mort de critique littéraire. Les années suivantes, il alterne vie parisienne et séjours plus ou moins prolongés en Normandie. Paul Bourget raconte qu'il ne gagna alors rien de plus que les 500 francs par mois pour ses articles au Constitutionnel. À la fin du siège en 1871, il retourne à Valognes où il achève Les Diaboliques. Il entretient la flamme polémiste en publiant des articles antirépublicains.

### Le connétable des lettres (1874-1889)

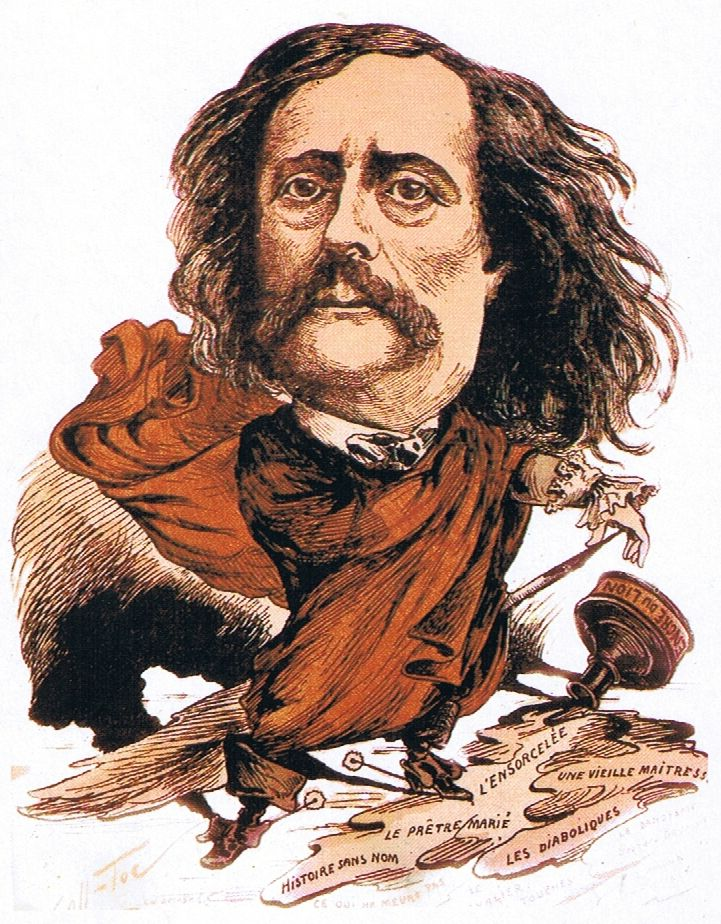
Portrait-charge par André Gill.

Les Diaboliques sont publiées en novembre 1874. Les exemplaires sont immédiatement saisis et l’auteur est poursuivi pour « outrage à la morale publique et aux bonnes mœurs, et complicité ». Barbey fait intervenir Arsène Houssaye et Gambetta pour éviter le procès. Il accepte de retirer l’ouvrage de la vente et le juge d'instruction conclut au non-lieu. L’œuvre sera rééditée en 1883 avec une préface, ajoutée par précaution. Durant les années qui suivent, il se rapproche de la génération montante : Léon Bloy, Jules Vallès, Alphonse Daudet, Paul Bourget, Maurice Rollinat, Jean Lorrain, Jean Richepin, Huysmans, François Coppée, Ernest Hello, Octave Uzanne, Octave Mirbeau, ou encore Joséphin Péladan, pour qui il préface Le Vice suprême — et d’autres écrivains autrefois éreintés : Théodore de Banville, José-Maria de Heredia, Hippolyte Taine. Edmond de Goncourt l’inscrit sur une des premières listes de l’Académie des Dix. En 1878, il publie Les Bas-bleus, cinquième volume des Œuvres et les Hommes, consacré « aux femmes qui écrivent, car les femmes qui écrivent ne sont plus des femmes. Ce sont des hommes — du moins de prétention — et manqués ».
En 1879, il rencontre Louise Read, sa dernière amie et celle qui va se dévouer à sa gloire. En 1880, il publie Goethe et Diderot, un pamphlet. Une histoire sans nom, autre roman catholique dans lequel un moine capucin qui prêche l’Enfer abuse d’une jeune fille innocente et somnambule, paraît en 1882 — c’est un succès. Il collabore au Gil Blas et publie en 1883 deux histoires d’inceste et d’adultère : Retour de Valognes (Une page d’histoire) et Ce qui ne meurt pas (un roman écrit presque 50 ans plus tôt).

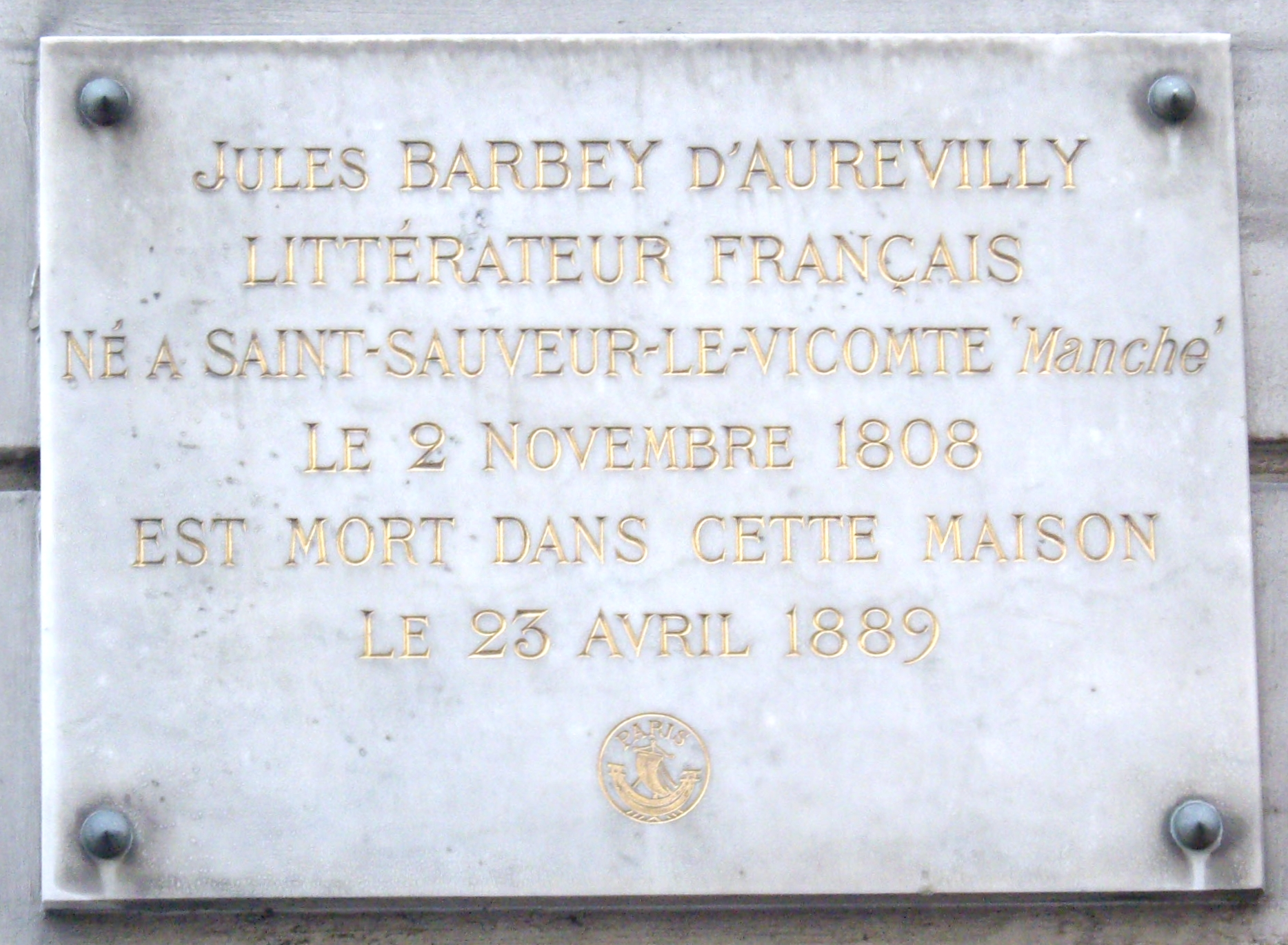
Plaque 25 rue Rousselet (7e arrondissement de Paris), où il meurt en 1889.

Il donne également les troisième et quatrième Memorandum. En 1884, il publie des poésies, Les Rythmes oubliés et ses derniers articles de critique — il salue notamment À rebours le roman-manifeste fin de siècle de Huysmans. Malade du foie, il continue de fréquenter les salons de la baronne de Poilly, des Daudet et des Hayem, où ses causeries émerveillent. Il soutient les débuts à la scène de la jeune Marthe Brandès. En 1888, il publie Léa, l’une de ses premières nouvelles, puis Amaïdée en 1889, avant de tomber malade.
Il s’éteint le 23 avril 1889 au 25 rue Rousselet.
Louise Read est instituée légataire universelle de Barbey, dès avril 1891, mais de violentes disputes se font autour de son testament : Joséphin Péladan dans le journal La France accuse Léon Bloy et Louise Read d'avoir laissé mourir Barbey d'Aurevilly sans l'assistance d'un prêtre. Péladan intente un procès retentissant, à l’encontre de Léon Bloy et de Léon Deschamps, rédacteur en chef de la revue La Plume, qu'il perd en octobre 1891. Cependant, la crise datait du mois d’avril 1888, lorsque Mme de Bouglon avait appris que « le secrétaire » de Barbey était une femme — Louise Read. S'étaient dessinés alors, jusqu'au procès, deux partis s’affrontant pour la succession de l’écrivain : celui de Bouglon, soutenue par Péladan, et celui de Louise Read, la légataire de Barbey, soutenue par Léon Bloy.

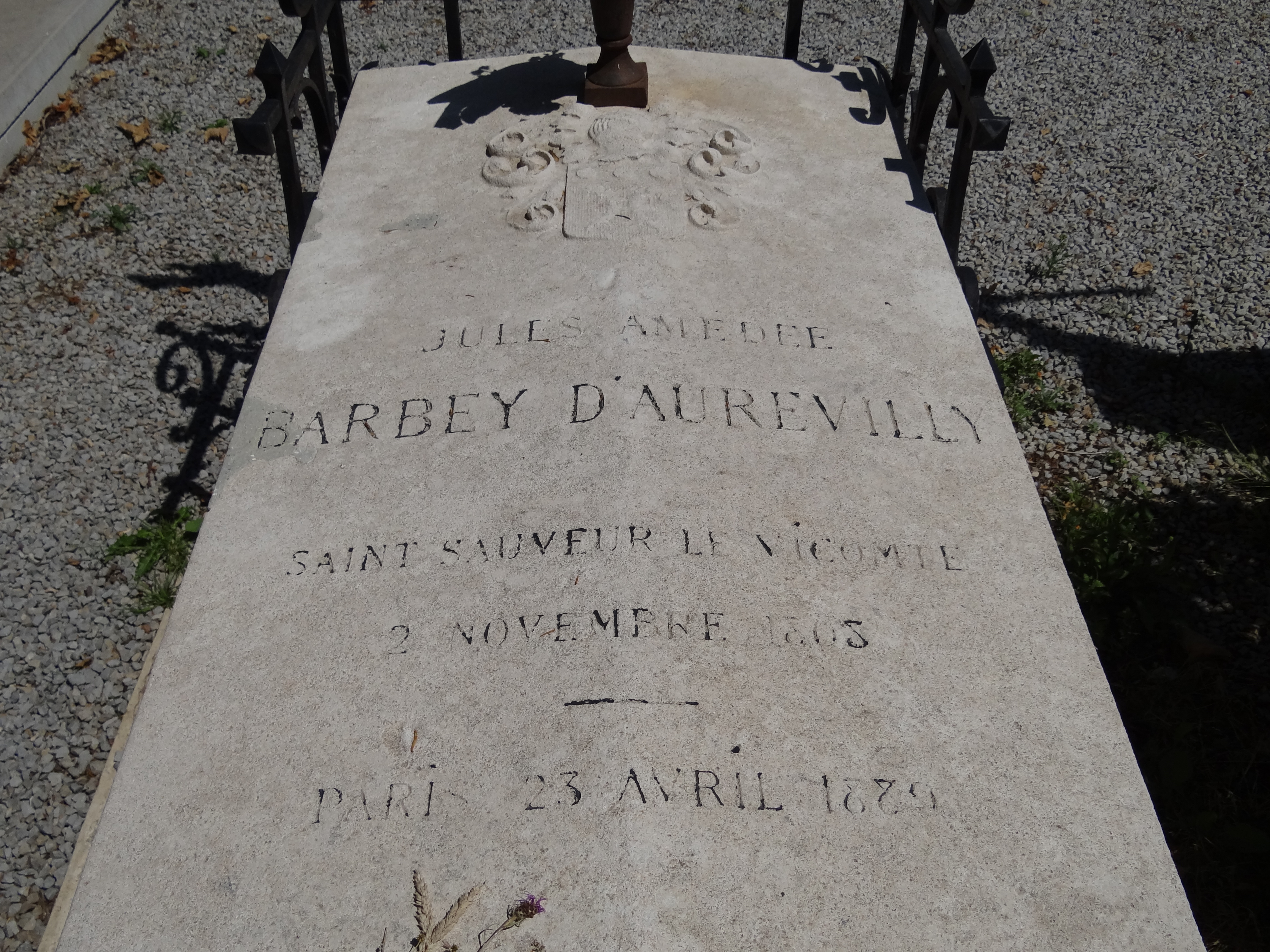
La tombe de Jules Barbey d'Aurevilly au cimetière des Frères à Saint-Sauveur-le-Vicomte (Manche).

L’écrivain est inhumé au cimetière du Montparnasse avant que ses cendres soient transférées en avril 1926 au cimetière dit des Frères proche des douves du château de Saint-Sauveur-le-Vicomte. C’est Louise Read qui poursuivra la publication de Les Œuvres et les Hommes.

## Les influences et modèles

### Les modèles romantiques
Dans ses premières œuvres, Barbey imite souvent les romantiques. Son premier poème Aux héros des Thermopyles est dans la manière de Casimir Delavigne, alors le chantre des vaincus, auquel il est dédié. Les modèles lui servent souvent de repoussoir, il crée par opposition : Le cachet d’onyx est inspiré de la jalousie d’Othello, de Julie et des théories de Madame de Staël (Corinne). Germaine ou La pitié (Ce qui ne meurt pas) est influencé par Lélia de George Sand, La bague d’Annibal par Musset (Mardoche). Une vieille maîtresse est « l’antithèse complète » de Adolphe de Benjamin Constant et de Leone Leoni (George Sand), à laquelle il emprunte son sujet — l’amour d’une femme pour un amant dont elle découvre peu à peu la dépravation. La lecture de Stendhal en 1839, pendant qu’il compose L’amour impossible, le marque profondément : il admire la sécheresse et la netteté de l’analyse. Les patriotes écossais des Chroniques de la Canongate de Walter Scott lui inspirent vers 1850 l’idée d’une série de romans normands sur la chouannerie, dont le titre collectif devait être Ouest. Il découvre les œuvres de Berlioz qui vont l'enthousiasmer, « artiste énorme, coeur aux colères de Samson contre les Philistins… ».

### Lord Byron

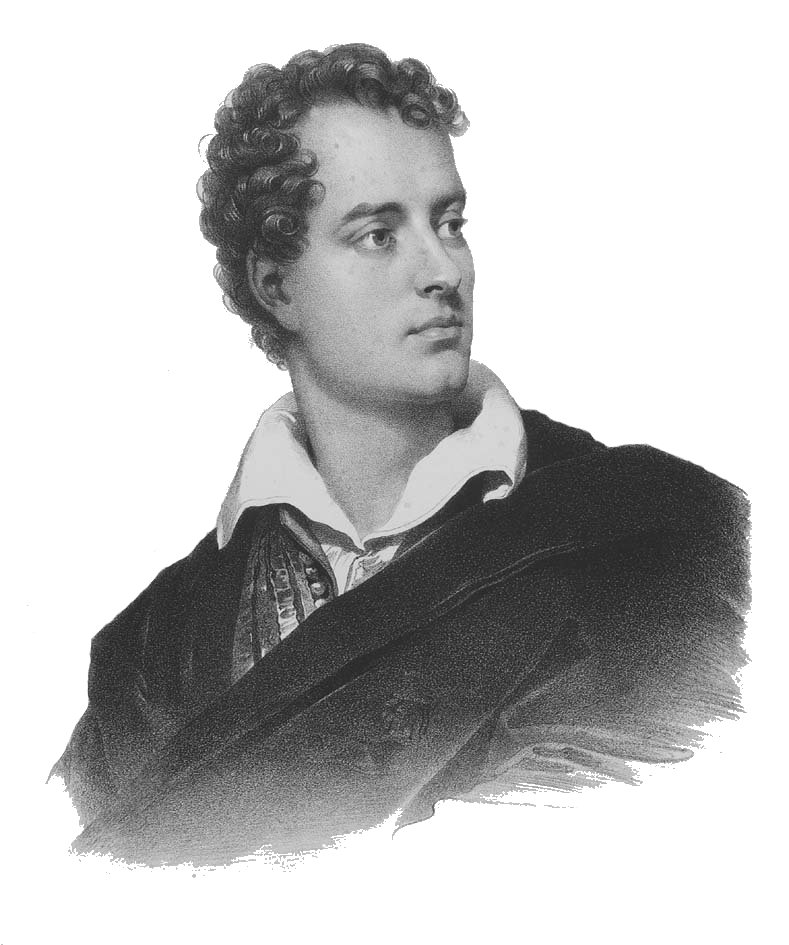
Lord Byron.

Barbey, dès son plus jeune âge, est un passionné de Lord Byron : « Byron et Alfieri n’ont que trop empoisonné les dix premières années de ma jeunesse. Ils ont été à la fois ma morphine et mon émétique ». Byron domine son imagination, aucun écrivain n’aura sur lui une influence aussi profonde : « C’est dans Byron que j’ai appris à lire littérairement. ». Il possède les œuvres complètes et en anglais du poète de Childe Harold, et les connaît « à la virgule près ».
Les héros de Byron, « sombres figures de la Force blessée au cœur », qui ont « ce charme de la goutte de lumière dans l’ombre et d’une seule vertu parmi plusieurs vices », l’ensorcellent et influencent les personnages de ses romans : Jehoël de La Croix-Jugan dans l'Ensorcelée, Monsieur Jacques du Chevalier des Touches, Sombreval dans Un prêtre marié.
Le couple de Satan et de l’Ange, thème satanique très présent chez Byron, mais également chez Vigny (Éloa), est récurrent chez Barbey : Jehoël de La Croix-Jugan et Jeanne Le Hardouey (L'Ensorcelée), Hermangarde et Vellini (Une vieille maîtresse), Sombreval et sa fille Calixte (Un prêtre marié). Les personnages de prêtre coupable et impénitent symbolisent la chute de l'ange et Satan. Comme lui, ils pèchent contre l'Esprit et choisissent la damnation : La Croix-Jugan, Sombreval, mais aussi le père Riculf (bien que ce dernier finisse par se repentir) supportent comme le Manfred de Byron une malédiction et le poids d'une lourde faute.

### Joseph de Maistre

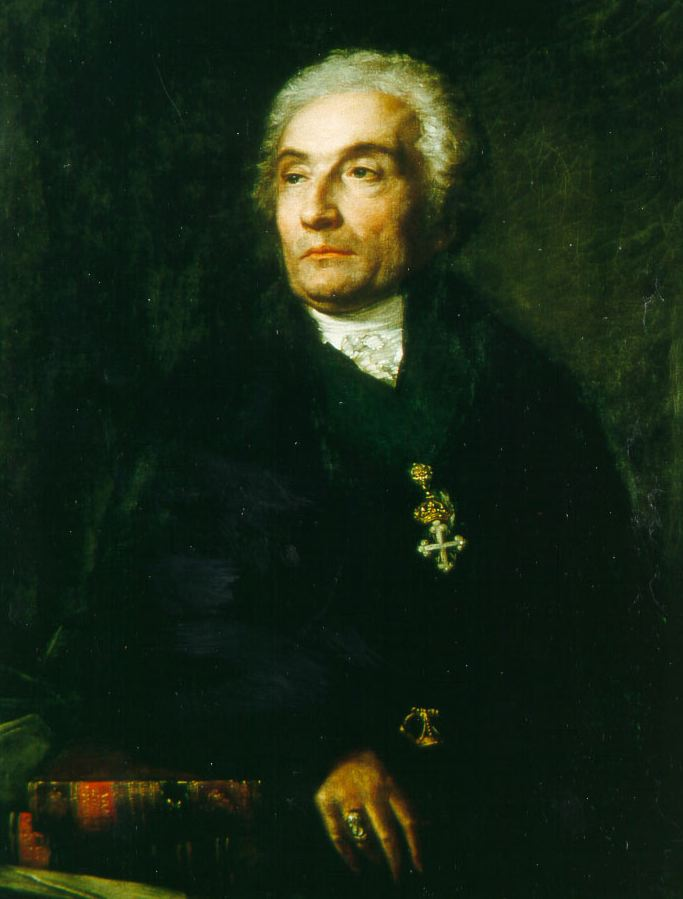
Joseph de Maistre.

Joseph de Maistre est un des plus fermes partisans de la contre-révolution et un ennemi des Lumières. Il soutient l'ultramontanisme, la théocratie et l'absolutisme. Barbey découvre Les soirées de Saint-Pétersbourg vers la fin 1838. Il se délecte de la lecture de cet « ouvrage qui coupe la respiration à force d'idées et d'images », à la « métaphysique toute puissante ». Il lui consacre ensuite une série d'études importantes : Maistre figure au premier rang, avec Bonald, des Prophètes du passé (1851). Il lui rend hommage lors de la parution en 1853 des Mémoires de Mallet du Pan, puis en 1858 et 1860 lors de la publication de la Correspondance diplomatique, enfin en 1870 lors de la parution de ses Œuvres inédites. Les connivences de Maistre et de Barbey sont à la fois éthique, métaphysique et esthétique.
Sur le plan moral, Maistre fait preuve d'une extrême rigueur dogmatique qui le conduit à légitimer l'Inquisition et à défendre le rôle social du bourreau. Ce goût de la posture provocante et polémique se retrouve chez Barbey. Maistre combat également l'idée, selon lui néfaste à toute critique, de distinguer la personne des opinions qu'elle formule dans ses écrits. Barbey sera fidèle à ce principe dans ses critiques littéraires.
La métaphysique de Maistre accorde une large place au mal, dont l'origine est la Chute de l'homme. Le dogme de la réversibilité, souffrance volontaire des hommes offerte à Dieu pour appeler la miséricorde et la rédemption de leurs frères, est considéré par Maistre comme l'une des vérités les plus importantes de l'ordre spirituel. Maistre affirme la possibilité pour tout innocent d'acquitter par sa souffrance le crime des coupables : toute vie étant coupable par nature, tout être vivant étant souillé par la Chute, il lui est possible de répondre à la place d'un autre, et même d'un crime qu'il n'a pas commis. Cette idée de réversibilité se retrouve dans Un prêtre marié. La nouvelle Le bonheur dans le crime illustre une autre idée maistrienne.
Les deux écrivains partagent certaines valeurs esthétiques, opposées à la modernité littéraire : Barbey d'Aurevilly comme Joseph de Maistre affirment la supériorité des classiques et de la tradition littéraire française du XVIIe siècle sur les écrivains de leur temps. Tous deux ils citent la Bible et les Pères de l'Eglise. Barbey critique subordonne comme de Maistre la création au vrai et au bien, idéal de Beauté classique. Enfin le style net et énergique, parsemé d'ironie de l'écrivain savoyard, plaît à Barbey dont le style partage les mêmes caractéristiques.
Les contemporains avaient remarqué l'influence de Maistre sur Barbey. Pontmartin ironisera sur le paradoxe de cette parenté littéraire entre les deux hommes qui conduit Barbey à « penser comme M. de Maistre et à écrire comme le marquis de Sade ».
Barbey sera aussi influencé par la pensée d'un disciple de Joseph de Maistre, le philosophe Antoine Blanc de Saint-Bonnet, auquel il va consacrer un chapitre des Prophètes du passé et plusieurs articles élogieux. C'est Barbey qui fera connaître ce métaphysicien à Léon Bloy.

### Honoré de Balzac

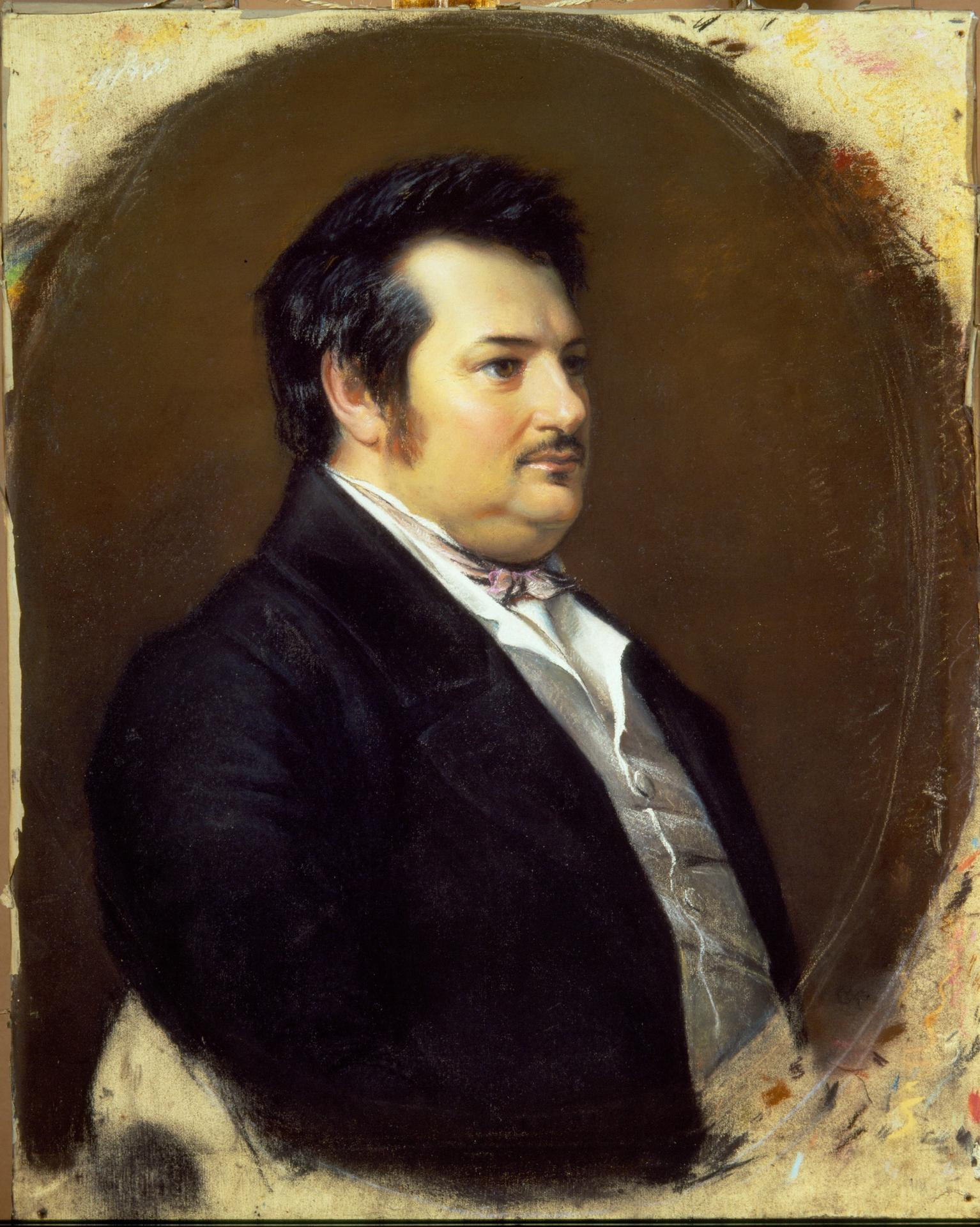
Balzac.

C'est vers 1849 que Barbey d'Aurevilly découvre La Comédie humaine. Immédiatement, il déclare admirer leur auteur « comme les Alpes ». Il se charge de l'édition de ses Pensées et maximes, recueil d'aphorismes sélectionnés dans son œuvre et publié en 1854. Il prend sa défense en 1857 dans Le Pays, en réponse à une attaque de la Revue des deux Mondes. Le 1er février sa veuve lui envoie une lettre de remerciement et le médaillon de son mari par David d'Angers.
Des œuvres comme La vieille fille ou Le Réquisitionnaire vont l'aider à trouver sa voie. La lecture de Balzac lui enseigne tout ce que sa propre expérience renferme de thèmes romanesques, notamment la peinture de la vie provinciale, l'atmosphère des petites villes et leurs drames secrets. Barbey a hérité de Balzac son esthétique de la nouvelle — ce qu'il nomme « le dessous de cartes » ou « le fantastique de la réalité » : vectorisation implacable vers un événement (la nouvelle est comme « un roman en raccourci »), jeu du dehors et du dedans, plongée dans les mystères et faux-semblants de la conscience, révélation de la face cachée des faits et des individus — autant de procédés que l'on retrouve dans Les Diaboliques. L'oralité est très présente dans les œuvres des deux auteurs. Elle permet des effets de réverbération, de carambolage, et démultiplient les perspectives. Les Diaboliques s'appelaient primitivement Ricochets de conversation, en référence à Une conversation entre onze heures et minuit.

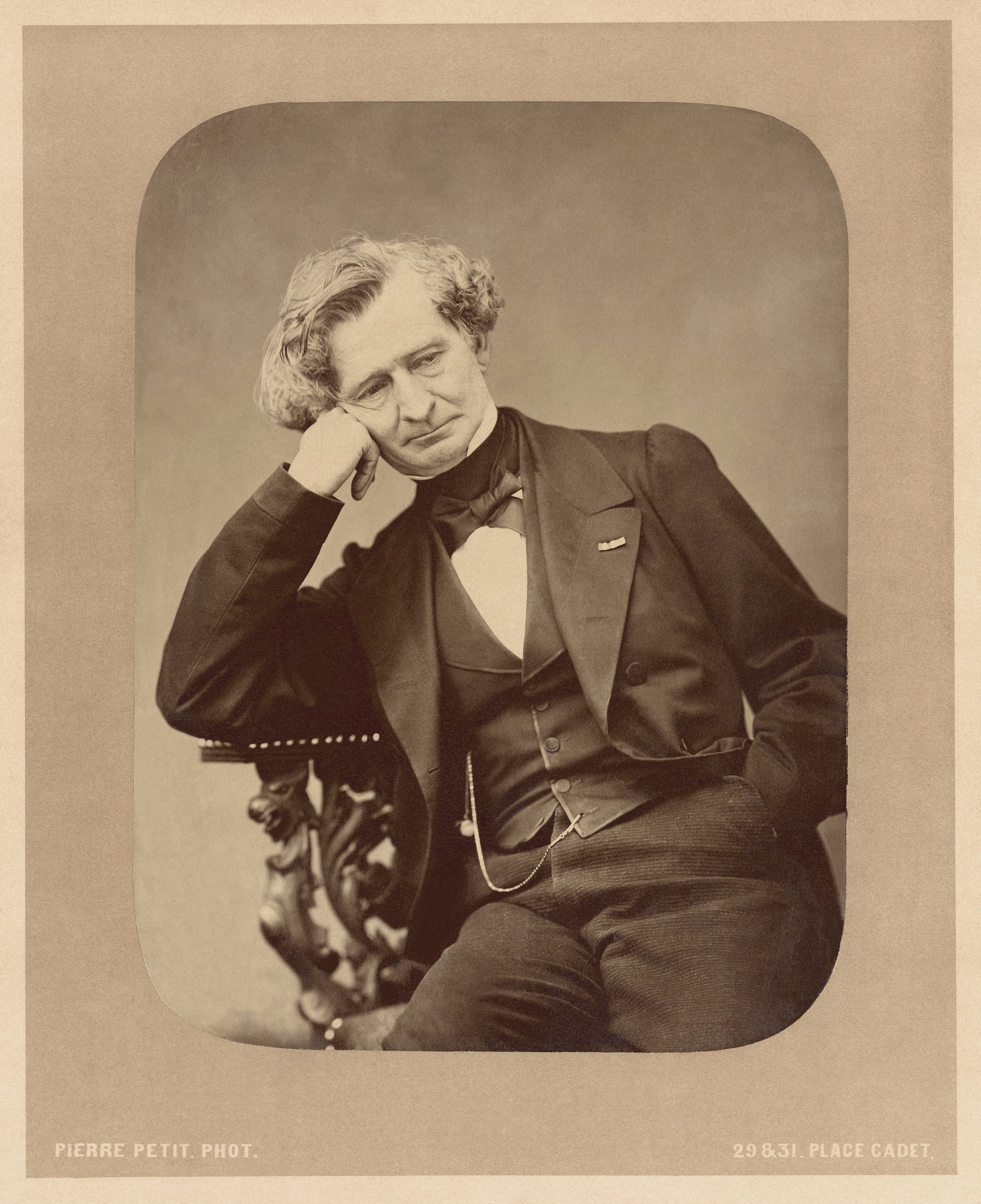
Hector Berlioz

### Hector Berlioz
Barbey découvre la musique de Hector Berlioz dont l'importance est pour lui capitale et le génie insuffisamment reconnu en France. Dans Sensations d'art, publié en 1886, il déclare à son sujet : « La popularité dont il n'avait pas joui en France, ou il avait étonné et non charmé, il l'obtenait facilement à l'étranger, ou l'Allemagne par exemple le saluait comme un grand maître de la musique, mais aussi comme un écrivain doué d'esprit et d'élan… » « En art, vous le savez, je ne crois pas plus aux maîtres qu'aux écoles, le seul maître pour un grand artiste, c'est toujours l'âme qu'il a ! Jamais rien de plus, […] cette âme étonnante, enthousiaste, douloureuse, exaspérée, terrible… ». Il déclare encore : « Je l'ai vu une fois, il me frappa beaucoup, il était jeune encore, c'était un blond-roux, hérissé, crispé, anguleux, il avait le bec de l'aigle et le poil du lion, et l'étrange aspect d'un animal héraldique… ».

## Le roman aurevillien

### Un écrivain normand

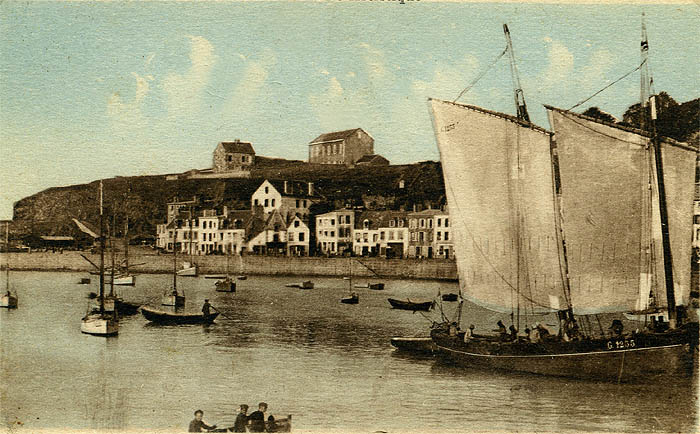
Granville, lieu de naissance de Jacques Destouches.

Dès Une vieille maîtresse, les récits de Barbey se déroulent systématiquement dans sa Normandie natale. Cela fait-il de Barbey d'Aurevilly un écrivain normand, et de ses romans des « romans de terroir » ?
La Normandie, ses paysages, ses coutumes, son histoire tiennent une grande place dans ses romans. Les poissonniers dans Une vieille maîtresse y parlent « comme des poissonniers véritables », c'est-à-dire en patois normand. Dans L'Ensorcelée, son roman suivant, et malgré les objections de ses amis Trébutien et Baudelaire, l'emploi du patois est plus accentué encore : on n'y parle pas « normand du bout des lèvres ». Cette langue devient un élément essentiel de son esthétique : les langues sont « le clavier des Artistes », « le moule-à-balles du Génie dans lequel il coule l'or ». La poésie pour lui « n'existe qu'au fond de la réalité et la réalité parle patois ».
Barbey demeure fidèle à son pays. L'évocation des paysages de cette région donnent de la profondeur à ses romans. La lande de Lessay dans L'Ensorcelée, l'étang du Quesnay dans Un prêtre marié, Valognes sont au centre du récit, et ces romans ne pourraient pas se situer ailleurs. Ces paysages ne sont pas des cadres choisis et adaptés en fonction d'une histoire, ils proviennent des souvenirs de l'écrivain, et ne sont pas toujours fidèles à la réalité.
La Normandie et la vie provinciale, fortement associées à ses impressions de l'enfance, sont un atout majeur de son talent : « Le premier Milieu dans lequel ont trempé les poètes, voilà l'éducation ineffaçable, la véritable origine de leur genre de talent, ce qui damasquine et fourbit leur acier, ce qui en décide le fil et les reflets. » Dès qu'il y revient, qu'il fait cette découverte aux alentours de 1850, il devient grand romancier et écrit successivement la fin d'Une vieille maîtresse, Le dessous de cartes d'une partie de whist et L'Ensorcelée.
Les personnages des œuvres de Barbey empruntent souvent à des personnalités marquantes, aujourd'hui encore identifiables, de la vie valognaise ou de ses environs à l'époque de la Restauration. Ainsi André Chastain a-t-il pu établir la figure du véritable docteur Blény, l'un des convives dans À un dîner d'athée. Le baron Fierdrap du Chevalier Destouches, pêcheur impénitent, avait pour modèle Thomas François de Beaudrap dont l'inventaire après décès répertorie tout un arsenal de pêcheur. Et toujours les noms des personnages des romans sont normands, « aromatiquement normands ». Et quand il ne peut recourir à ses propres souvenirs, il fait appel à Trébutien comme pour l'évocation de la lande de Lessay ou pour le personnage de Destouches. Mais ces emprunts au réel sont toujours passés au filtre de l'imagination. Selon sa propre formule, Barbey travaille « le pinceau trempé dans la sanguine concentrée du souvenir ».

### Un romancier catholique
Barbey d'Aurevilly développe lui-même sa théorie du roman catholique en 1866 dans la préface d'Une vieille maîtresse alors rééditée, œuvre pour laquelle son catholicisme est mis en cause. Barbey se défend en rappelant que « le catholicisme n'a rien de prude, de bégueule, de pédant, d'inquiet », que le catholicisme est « la science du Bien et du Mal », et que son but a été de montrer « non seulement les ivresses de la passion, mais ses esclavages ».
Barbey estime avoir peint la passion « telle qu'elle est et telle qu'il l'a vue », mais qu'en la peignant, il l'a « à toute page de son livre condamnée ». Il n'a fait que l'exprimer. Un catholique peut-il toucher au roman et à la passion ? Barbey estime que l'art est permis par le catholicisme, il est même encouragé et protégé par lui. Le catholicisme absout le procédé de l'art qui consiste à « ne rien diminuer du péché ou du crime qu'on avait pour but d'exprimer. » Quand on lui reproche l'immoralité de son livre, Barbey oppose que la moralité de l'artiste est « dans la force et la vérité de sa peinture » : en étant vrai, l'artiste est suffisamment moral.
Sa théorie du roman catholique se retrouve dans ses romans où le personnage du prêtre est omniprésent : l'abbé Jéhoël de La Croix-Jugan (L'Ensorcelée), Jean Sombreval (Un prêtre marié), le père Riculf (Une histoire sans nom). Les Diaboliques, où s'épanouissent à chaque page le Mal, les passions et le sadisme, sont l'illustration parfaite de ces idées.

## L'œuvre critique
Avec les vingt volumes des Œuvres et les hommes, Barbey d'Aurevilly a voulu dresser l'inventaire intellectuel du XIXe siècle. Sa critique littéraire est une grande chasse à la sottise. Injustes souvent, mais toujours logiques et en concordance avec ses principes, ses jugements sont légitimés par le talent et par le courage.
Ses victimes portent des noms illustres : Victor Hugo, George Sand, Madame de Staël, Jules Michelet, Mérimée, Ernest Renan, Théophile Gautier, Flaubert, les Goncourt, Émile Zola. Les Parnassiens, les bas-bleus, l'école naturaliste ont fait les frais de sa plume. Il est également l'auteur de plusieurs pamphlets contre Buloz, l'Académie française, et Sainte-Beuve — à travers Goethe et Diderot. Les rééditions d'auteurs classiques lui donnent l'occasion de stigmatiser la philosophie des Lumières, responsable du positivisme, du matérialisme et de l'idéologie dominante du progrès, qui heurtent son catholicisme et son idéal.
Par ailleurs, il défend Les Fleurs du mal (Baudelaire), Madame Bovary (Flaubert), les œuvres de Berlioz, de Balzac et celles de Stendhal, Emaux et camées (Gautier), À rebours (Huysmans).

## Le théoricien du dandysme

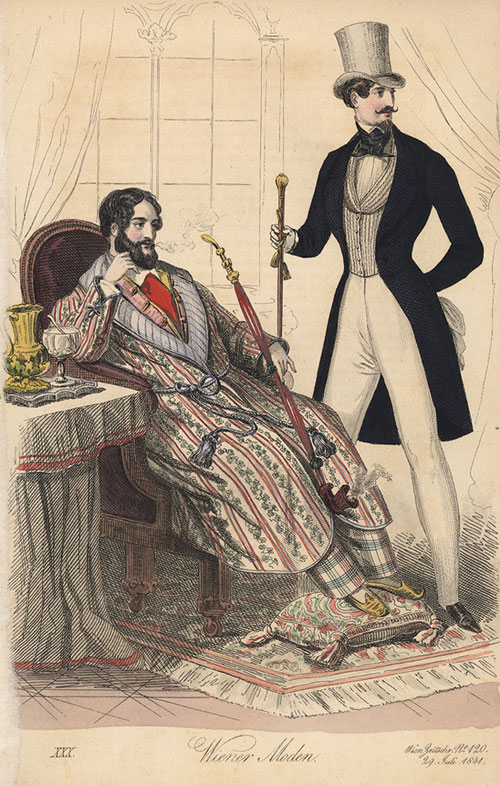
Le dandysme en 1840.

Sous le pseudonyme de Maximilienne de Syrène, Barbey signe, en 1843, des « impertinences raffinées » dans le Moniteur de la Mode, ainsi qu'un article intitulé De l'élégance. S'appuyant sur une biographie de George Brummell qui vient de paraître à Londres, il en extrait quelques anecdotes et le prend pour prétexte afin d'écrire le récit de son propre dandysme. Du dandysme et de George Brummell paraît en 1845. Il est réédité et augmenté en 1861, puis enrichi en 1879 d'un texte consacré à Lauzun et intitulé Un dandy d'avant les dandys.
Il y développe et analyse les principes du dandysme, plus intellectuels que vestimentaires, le dandy n'étant pas « un habit qui marche tout seul ». Le dandysme est une manière d'être toute en nuances, qui résulte d'un « état de lutte sans fin entre la convenance et l'ennui ». Le dandy est le « souverain futile d'un monde futile » et se caractérise par l'absence d'émotion, l'horreur de la nature, l'audace et l'impertinence, la passion du luxe, l'artificialité, et le besoin d'individualité. Cette idée est aussi le sujet de la nouvelle La vengeance d'une femme (1874), une enquête littéraire où une prostituée mal habillée est néanmoins intimidante et puissante, prouvant que c’est l’attitude, et non un style particulier, qui fait la mode.
L'essai sur le dandysme est l'un des trois principaux sur la question, avec le Traité de la vie élégante de Balzac et Le Peintre de la vie moderne de Baudelaire.

## Jugements sur Barbey d'Aurevilly

### Accueil de ses contemporains
Barbey d'Aurevilly a fait l'objet de critiques contrastées. Presque tous s'accordent à trouver dans son art originalité et noblesse. Sainte-Beuve le juge « homme d'un talent brillant et fier, d'une intelligence haute et qui va au grand », « une plume de laquelle on peut dire sans flatterie qu'elle ressemble souvent à une épée ». Lamartine, lorsqu'il le rencontre, après l'avoir lu, déclare qu'il est le « Duc de Guise des belles-lettres françaises ». Pour Baudelaire, c'est un « vrai catholique, évoquant la passion pour la vaincre, chantant, pleurant et criant au milieu de l'orage, planté comme Ajax sur un rocher de désolation ». Paul de Saint-Victor : « le polémiste intraitable est en même temps un écrivain de l'originalité la plus fière ». Jules Vallès lui trouve « un talent bizarre, tourmenté et fier ». Maupassant note dans ses œuvres quelques merveilles. Edmond de Goncourt émet des réserves, mais l'inscrit dans ses premières listes de l'Académie en projet.
Ceux qu'il a éreintés par ses articles lui rendent en général la politesse. Victor Hugo le surnomme « Barbey d'or vieilli ». La légende veut qu'il ait composé un vers inédit en « l'honneur » du critique : « Barbey d'Aurevilly, formidable imbécile ! ». Flaubert dans sa correspondance en parle franchement comme de son ennemi. Il juge Les Diaboliques « à se tordre de rire » et trouve qu'« on ne va pas plus loin dans le grotesque involontaire ». Zola le rejoint et trouve qu'il a « deux ou trois siècles de retard ». Il condamne son attitude au moment des poursuites contre Les Diaboliques, lorsque Barbey accepte de retirer son œuvre de la vente.
Sa personnalité a inspiré au moins deux fois les romanciers : pour le personnage de Franchemont, apparaissant dans Charles Demailly des frères Goncourt, un roman sur les hommes de lettres, et pour Monsieur de Bougrelon, roman de Jean Lorrain.

### La génération symboliste et décadente
Paul Verlaine déplore les systèmes, mais ne peut s'empêcher de lui reconnaître « un style de race » et une « manière originale ». Il admire la « profusion des images souvent réussies et toujours poétiques, des hardiesses parfois heureuses, et jamais vulgaires ».
Jean Lorrain le trouve « admirablement taillé » pour la génération littéraire fin de siècle. Pour Huysmans, il fut « le seul artiste, au sens pur du mot, que produisit le catholicisme de ce temps », ainsi qu'un « grand prosateur » et un « romancier admirable ». Dans À rebours, Huysmans fait figurer ses œuvres parmi les préférées de la bibliothèque élitiste du personnage Des Esseintes. Pour Rémy de Gourmont, Barbey d'Aurevilly est « l'une des figures les plus originales de la littérature du dix-neuvième siècle », qui « excitera longtemps la curiosité » et « restera longtemps un de ces classiques singuliers et comme souterrains qui sont la véritable vie de la littérature française ».

### Jugements posthumes
Julien Green lit Les Diaboliques avec « une admiration étonnée ». Julien Gracq lui consacra une étude dans le recueil Préférences et présenta en 1964 une édition des Diaboliques rendant un hommage relativement appuyé à Barbey. Paul Morand préfaça en 1967 Une vieille maîtresse.
Marcel Proust également, dans La Prisonnière, rend hommage à l'œuvre romanesque de l'écrivain normand après avoir affirmé que la preuve du génie n'est pas dans le contenu de l'œuvre, mais dans la qualité inconnue d'un monde unique révélé par l'artiste. Pour lui on trouve chez Barbey d'Aurevilly « une réalité cachée révélée par une trace matérielle, la rougeur physiologique de l'Ensorcelée, d'Aimée de Spens, de la Clotte, la main du Rideau cramoisi, les vieux usages, les vieilles coutumes, les vieux mots, les métiers anciens et singuliers derrière lesquels il y a le Passé, l'histoire orale faite par les pâtres du terroir, les nobles cités normandes parfumées d'Angleterre et jolies comme un village d'Écosse, la cause de malédictions contre lesquelles on ne peut rien, la Vellini, le Berger, une même sensation d'anxiété dans un passage, que ce soit la femme cherchant son mari dans une Vieille Maîtresse, ou le mari, dans l'Ensorcelée, parcourant la lande, l'Ensorcelée elle-même au sortir de la messe ». L'exemple de Barbey illustre parfaitement, selon Proust, une certaine « monotonie » propre à tous « les grands littérateurs », qui « n'ont jamais jamais fait qu'une seule œuvre, ou plutôt réfracté à travers des milieux divers une même beauté qu'ils apportent au monde ».

### Éditions et adaptations
Ses œuvres romanesques ont fait l'objet d'une édition complète en deux volumes dans la prestigieuse collection de la Pléiade. Son œuvre critique est rééditée aux Belles Lettres, tandis que les Archives Karéline se sont chargées récemment de l'œuvre poétique.
Ses nouvelles et romans ont fait l'objet d'une douzaine d'adaptations à l'écran. La plus récente, Une vieille maîtresse, présentée à Cannes en 2007, est l'œuvre de Catherine Breillat.
Jacques Debout a adapté au théâtre, sous le titre de Sombreval, le roman Un prêtre marié, créé à Paris le 5 février 1932. Le bonheur dans le crime, l'une des six Diaboliques, a inspiré en 2003 une bande dessinée, Hauteclaire, du nom de son héroïne.
En 2012, Mathilde Bertrand rassemble dans un seul volume les lettres de Jules Barbey d'Aurevilly à Trébutien concernant Louise Trolley, dont Trébutien est éperdument amoureux. L'idée avait été suggérée par Barbey d'Aurevilly lui-même dans sa lettre du 4 avril 1857.

### Musée et œuvres commémoratives
Le 28 juin 1925 est inauguré, dans le vieux château de Saint-Sauveur-le-Vicomte, un musée en l'honneur de l'écrivain. Fondé par Louis Yver, qui en sera le premier conservateur, le musée est réinstallé après la guerre au logis Robessard, à la suite de l'occupation du château par les Allemands. Il déménage une troisième fois en 1989, et « réintègre » la maison familiale de Saint-Sauveur. On y trouve réunis la plupart des objets mobiliers et souvenirs ayant appartenu à Barbey d'Aurevilly. Le collège de Saint-Sauveur-le-Vicomte et un collège de Rouen, situé au 39 boulevard de la Marne, portent son nom, de même qu'à Paris en 1910, l'avenue Barbey-d'Aurevilly du Champ-de-Mars percée en 1907. Diverses manifestations, dont plusieurs à l'initiative du musée Barbey d'Aurevilly ou en liaison avec lui et les municipalités de Saint-Sauveur-le-Vicomte et de Valognes, ont été organisées à l'occasion du bicentenaire de la naissance de l'écrivain en 2008. La maison qu'il occupait à Caen de 1831 à 1834 quand il était étudiant à la faculté de droit, et sa dernière demeure, au 25 de la rue Rousselet à Paris, sont décorées d'une plaque commémorative. L'administration postale française a émis un timbre à son effigie en 1974.

### Le syndrome de Ferjol
Dans son roman Une histoire sans nom, Barbey met en scène une jeune fille, Lasthénie de Ferjol, qui éprouve le besoin de se rendre volontairement malade en se faisant saigner pour évacuer de grandes quantités de sang. Cette pathologie, connue sous le nom de syndrome de Lasthénie de Ferjol, a fait l'objet d'études médicales.

## Œuvres

### Romans

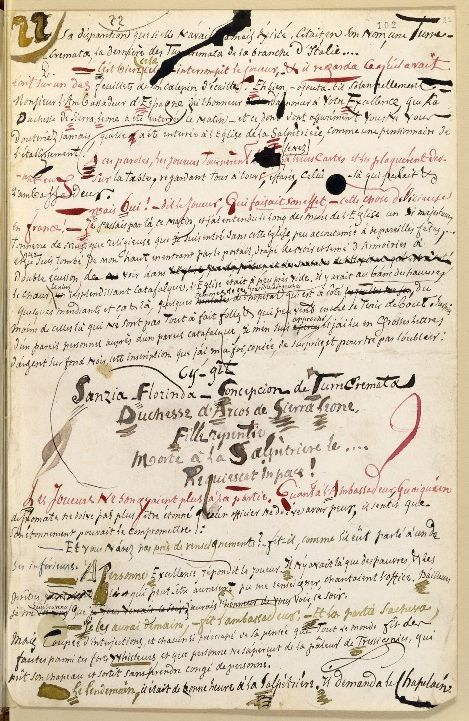
Manuscrit des Diaboliques.

- Une vieille maîtresse, 1851
- L'Ensorcelée, 1852
- Le Chevalier des Touches, 1863
- Un prêtre marié, 1865
- Une histoire sans nom, 1882
- Ce qui ne meurt pas, 1884

### Nouvelles
- Le Cachet d'onyx, écrite en 1831 et publiée posthumément en 1919.
- Léa, 1832
- L'Amour impossible, 1841
- La Bague d'Annibal, 1842
- Le Dessous de cartes d'une partie de whist, 1850 (reprise dans les Diaboliques). Réédité en 2020 par l'imprimerie du Versailles Normand à Valognes, illustré par Elizabeth Marie, Le dessous de cartes d'une partie de whist (préf. Gilles Perrault), 54 p. (ISBN 9791069961135).
- Le Plus Bel Amour de Don Juan, 1867 (reprise dans les Diaboliques)
- Une page d'histoire, 1882 (Sous le titre Retour de Valognes. Un poème inédit de Lord Byron), 1886
- Le Rideau Cramoisi

### Recueil de nouvelles
- Les Diaboliques, 1874

### Poésies
- Ode aux héros des Thermopyles, 1825
- Poussières, 1854
- Rythmes oubliés, 1884
- Amaïdée, 1889

### Essais et textes critiques
- Du dandysme et de George Brummell, 1845
- Les Prophètes du passé, 1851
- Les Œuvres et les hommes 1860-1909
- Les Quarante Médaillons de l'Académie, 1864 ; texte sur wikisource
- Goethe et Diderot, 1880
- Les Ridicules du temps, 1883
- Sensations d'art, 1886
- Pensées détachées, Fragments sur les femmes, 1889
- Polémiques d'hier, 1889
- Dernières Polémiques, 1891
- L'Europe des écrivains (recueil d'articles rassemblés en 2000)
- Le Traité de la Princesse ou la Princesse Maltraitée, éditions du Sandre, 2012, texte établi par Mathilde Bertrand. Le texte est établi à partir de la correspondance de Barbey d'Aurevilly avec Trébutien.

### Mémoires, notes et correspondance
- Correspondance générale (1824-1888), 9 volumes de 1980 à 1989
- Memoranda, Journal intime 1836-1864
- Disjecta membra (cahier de notes) La Connaissance 1925.
- Omnia (cahier de notes) Grasset 2008.

### Œuvres romanesques complètes
- Jules Barbey d'Aurevilly (préf. Jacques Petit), Barbey d'Aurevilly : Œuvres romanesques complètes, t. I, Paris, Éditions Gallimard, coll. « Bibliothèque de la Pléiade », 1964 (1re éd. 1964), 1536 p. (ISBN 9782070100484).
- Jules Barbey d'Aurevilly (préf. Jacques Petit), Barbey d'Aurevilly : Œuvres romanesques complètes, t. II, Paris, Éditions Gallimard, coll. « Bibliothèque de la Pléiade », 1964 (1re éd. 1966), 1712 p. (ISBN 9782070100491).

### Nouvelles éditions
- Barbey d'Aurevilly (préf. Frédéric Schiffter), Du dandysme et de George Brummell, Paris, Payot & Rivages, coll. « La Petite Bibliothèque », 1997, 154 p. (ISBN 978-27436-0277-2).
- Judith Lyon-Caen et Jules Barbey d'Aurevilly, Romans, Paris, Gallimard, coll. « Quarto », 2013, 1216 p. (ISBN 978-2070138951).